# Большой Сабанер
Большой Сабанер (мар. Кугу Савэҥер) — деревня в Куженерском районе Республики Марий Эл. Входит в состав городского поселения Куженер.

## География
Находится в северо-восточной части республики Марий Эл у северо-восточной окраины районного центра посёлка Куженер.

## История
Известна с 1864 года, когда в ней было 8 дворов, проживало 152 человека, русские. В 1943 году в деревне было 50 дворов, проживало 177 человек, в 1949 43 и 115. В 2005 году в деревне было учтено 6 хозяйств. В советское время работал колхоз «Вперёд», позднее СХПК "Совхоз «Куженерский».

## Население
Население составляло 5 человек (русские 80 %) в 2002 году, 1 в 2010.